# Voiture Stolypine
 (août 2020).
Pour les articles homonymes, voir Stolypine.
La voiture Stolypine ou wagon Stolypine est un type de wagon de chemin de fer dans l'Empire russe, l'Union soviétique et la Russie moderne.

## Origine

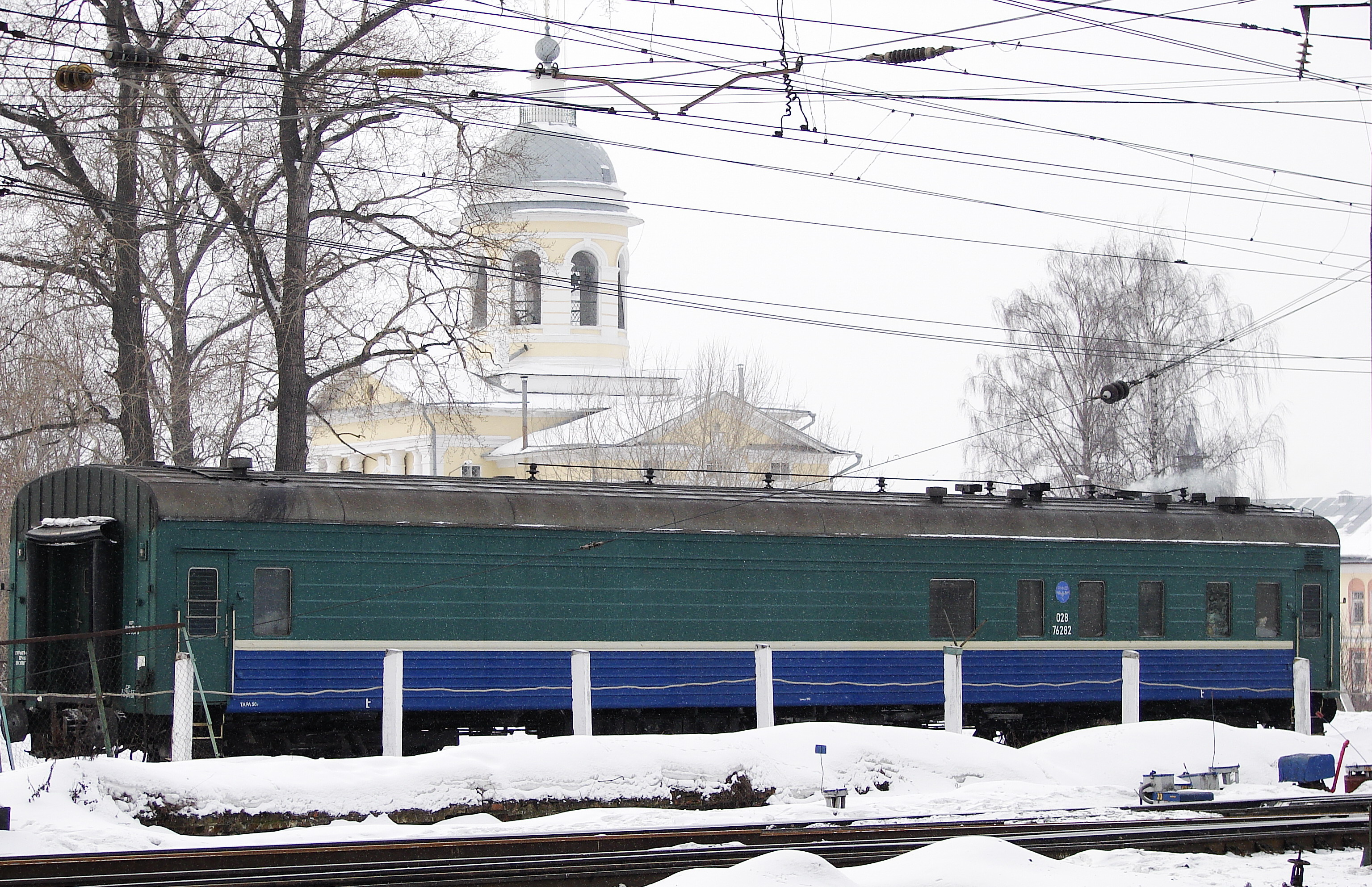
Voiture Stolypine.

Lors de la réforme Stolypine en Russie au tournant du siècle, qui a donné à la paysannerie russe la possibilité de se réinstaller volontairement en Sibérie, d'obtenir une immense parcelle de terre et un prêt d'argent sans intérêt dans le cadre de la réforme agricole Stolypine, un type de voiture spécial a été introduit pour ces colons. Il se composait de deux parties: un habitacle standard pour un paysan et sa famille et une grande zone pour leur bétail et leurs outils agricoles[réf. nécessaire].
Les wagons dits de Stolypine sont utilisés en Russie tsariste par l'organisation carcérale et la « Section de préservation de la sécurité et de l’ordre publics » au service du Tsar dans le cadre du transport des détenus. En août 1910, l'anarchiste Nestor Makhno est contraint au transfert de la prison d' Ekaterinoslav à lougansk par ce moyen de locomotion. Cependant, malgré la chute du régime tsariste et la réussite de la révolution bolchevique (1917-1921), la Tcheka et le NKVD continuèrent d'utiliser ces voitures commodes pour le transport d'un grand nombre de condamnés incarcérés et d'exilés: la partie passagers était utilisée pour les gardiens de prison, tandis que la partie bétail était utilisée pour les prisonniers[réf. nécessaire].

## Le transport carcéral dans la Russie moderne
Les voitues de prison modernes sont fabriqués à l'usine de wagons de Tver, modèle 614500. La voiture comporte neuf compartiments et peut transporter jusqu'à 75 condamnés. Les compartiments n'ont pas de fenêtres, mais sont desservis par un couloir latéral. La voiture est escortée par huit agents du SPF et deux conducteurs des Chemins de fer russes. La voiture est remorquée dans le cadre de trains de voyageurs réguliers, mais elle est attelée soit à la tête soit à l'arrière du train, et isolée des autres voitures[réf. nécessaire].